# 二式単座戦闘機
中島 キ44 二式戦闘機「鍾馗」
1945年撮影の二式戦二型乙（キ44-II乙）
- 用途：戦闘機
- 分類：重単座戦闘機
- 設計者：小山悌、森重信、内田政太郎、糸川英夫
- 製造者：中島飛行機
- 運用者： 大日本帝国（日本陸軍）
- 初飛行：1940年6月4日[1]
- 生産数：1,225機
（キ44試作1号機からキ44-III試作機まで）
- 生産開始：1942年1月
（改修第1号機は1941年6月）
- 運用開始：1941年11月
（試作機9機による独立飛行第47中隊編成）
- 運用状況：退役

二式戦闘機（にしきせんとうき）は、第二次世界大戦時の大日本帝国陸軍の戦闘機。キ番号（試作名称）はキ44。愛称は鍾馗（しょうき）。略称・呼称は二式戦、二式単戦、二戦、二単、ヨンヨンなど。連合軍のコードネームはTojo（トージョー）。開発・製造は中島飛行機である。制式名称は単に「二式戦闘機」である（昭和17年1月28日陸密第283号にて「二式戦闘機」として陸軍兵器として制式制定）が、「二式複座戦闘機」との混同を避けるため「二式単座戦闘機」と呼ばれることがある。

## 概要
従来の陸海軍戦闘機とは異なり旋回性能よりも速度を優先させており、優れた上昇力、加速力、急降下性能をも備えた新時代の優秀機であったが、反面、（日本の戦闘機としては）旋回性能と航続距離には劣り、翼面荷重が大きい。これらは欧米の戦闘機と比べると標準的な値であったが、格闘戦に秀でて操縦も容易な翼面荷重の小さい従来機に慣れていたパイロット・操縦者には、離着陸の難しさ、航続距離の不足などを理由に嫌われる傾向にあった。
設計に関わった糸川英夫技師は、「「隼」戦闘機は時宜を得て有名だが、自分で最高の傑作だと思っているのは、それの次に設計した「鍾馗」戦闘機である」と戦後の著書に記している。

### 開発・計画

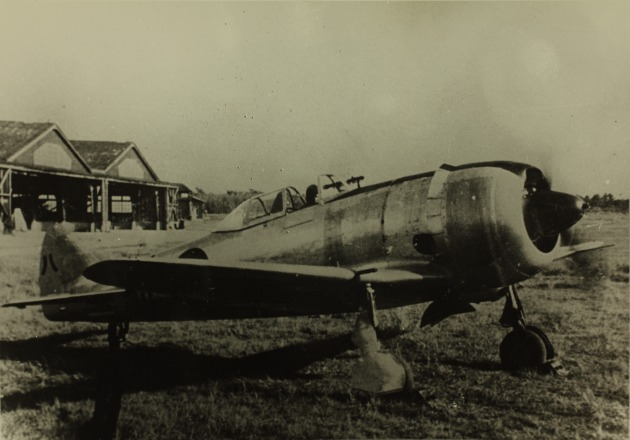
二式戦二型甲（キ44-II甲）

1937年（昭和12年）12月に制式採用された中島製の九七式戦闘機（キ27）は、主脚こそ保守的な固定脚を採用したものの、陸軍初の全金属製・低翼・単葉の意欲的設計であり、上昇力・旋回性に優れた格闘戦向けの優秀機であった。しかし九七戦登場時、すでに欧州では引込脚のBf 109（ドイツ）とスピットファイア（イギリス）が出現しており、陸軍は新型戦闘機の開発を模索する。
参謀本部が示した兵器研究方針によれば、1937年から1938年（昭和13年）当時の陸軍は3種類の戦闘機を研究・開発しようとしていた。まず1機種は従来通り格闘性能を重視した「軽単座戦闘機」、次の1機種は重武装かつ対戦闘機戦にも対大型機戦にも対応できる速度重視の「重単座戦闘機」、残る1機種は双発万能戦闘機に基づいた長距離複座戦闘機であった。これに基づき、中島・川崎・三菱の各社に軽戦と重戦の研究開発指示を出し、これに対する中島の回答が「軽戦」のキ43（一式戦闘機「隼」）と「重戦」のキ44（二式戦闘機「鍾馗」）であった（共に設計主務者は小山悌技師長）。ただしキ43設計チームの青木邦雄技師は、「隼（キ43）」も重戦（Bf 109）を目指したものの、重戦開発経験の浅さから結果として軽戦になってしまったと述べている。キ44に対して軽戦主導者からの不要論があったが、同時期のノモンハン事件（後期ノモンハン航空戦）においてソ連赤色空軍戦闘機が一撃離脱戦法を駆使していた戦訓、そのためI-16などの高速機に対して一撃離脱攻撃や追撃の行える新鋭戦闘機の必要性が認められ、停滞していた開発を活発化した。

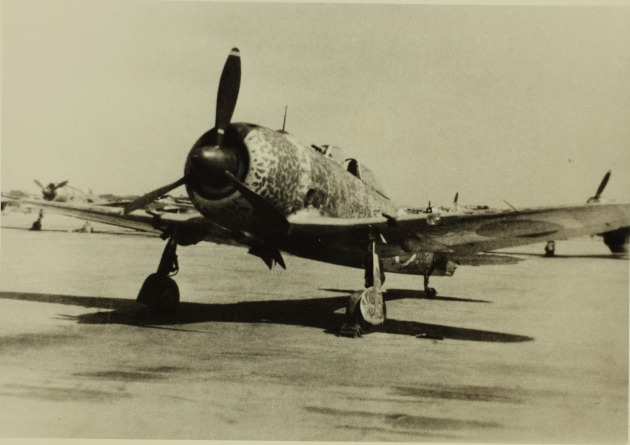
二式戦二型甲（キ44-II甲）

九七戦の発展型として開発の進んだキ43に比べ、重戦というものの開発経験のない陸軍および各メーカーでは基本仕様をまとめるだけでも手間取り、開発スケジュールはキ43よりも後回しにされた。とりあえず中島では陸軍の要求性能が出るよりも先に、Bf 109を目標とし、当時国産で入手可能だった最大出力のエンジンであるハ41（離昇 1,250馬力）を装備し主翼面積は15 m2、武装に20 mm機関砲を装備する予定で開発を進めることになった。青木によれば「鍾馗」は隼が採用されなかった場合の保険機であり、研究機的な側面が強いという。それ故に、中島は「鍾馗」に新技術や新構想を盛り込むことが出来た。陸軍側の要求性能は遅れて1939年（昭和14年）に出され、最大速度 600 km/h以上、上昇時間 5000 m まで5分以内、行動半径600 km等とされた。
陸軍はノモンハン事件の戦訓のみならず、欧米機情勢の研究によって防弾装備に対し理解があったため、キ44には既存の防火タンク（防弾タンク・防漏燃料タンクとも。タンク被弾時に漏洩・発火を防ぐためタンク外装を積層ゴムなどで包んだセルフシーリング式。なお、陸軍はキ43試作1号機時点で中島に対し防火タンクの装備を命令している）だけでなく、操縦者保護のために座席後部に13 mm厚の防弾鋼板（防楯鋼板）を日本の戦闘機としては初めて装備している。防弾鋼板は頭当てと背当てに装備され、総重量は60 kgであった。
開発指示段階では、武装として固定機関砲1門、固定機関銃2挺の装備が求められていた。翼内には同時期に新開発された榴弾を有する12.7 mm機関砲2門（ホ103 一式十二・七粍固定機関砲）、機首には従来の7.7 mm機関銃2挺（八九式固定機関銃）となっている。陸軍機には少ない引込式尾輪を採用している。

### 試作・審査

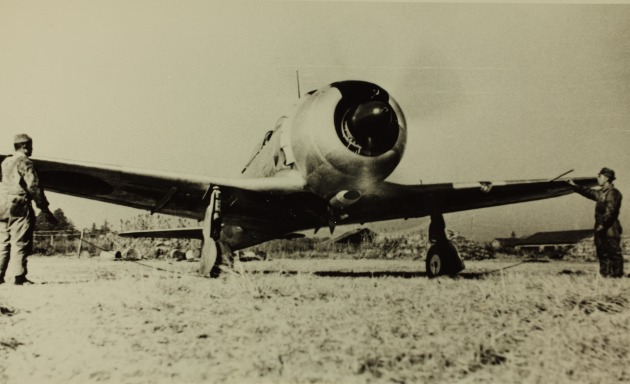
二式戦二型甲（キ44-II甲）

試作機は1940年（昭和15年）6月4日に初飛行したが、エンジンの性能不足で不具合も多かったため、各所に改良を施し、最終的には高度 3700 mにて最大速度 580 km/h、外板の継ぎ目を目張りした状態では 626 km/hを記録した。しかし、従来の戦闘機に比べて旋回性能で劣り、大直径エンジンのために3点姿勢での前方視界が悪く、失速速度が高いため高速での着陸が求められた。反面、射撃テストでは優秀な命中率を示し、1941年（昭和16年）夏にドイツから輸入したBf 109 E-7との模擬空戦にてキ44の総合性能はBf 109 Eを上回った。そのため、欧米新鋭戦闘機に対抗可能な戦闘機として有用と位置づけられたが、軽快な格闘戦能力を理想とする多くの古参操縦者からは相変わらずの不評が多かった。

### 採用・改良
来るべき対英米戦のため、増加試作機によって1941年11月に独立飛行第47中隊（中隊長坂川敏雄少佐）が編成、英米軍新鋭機への対抗に実用試験を兼ねて同年12月の太平洋戦争（大東亜戦争）開戦と共に南方作戦に実戦投入された。初出撃は12月25日であり、時にはキ44の本領を発揮する高速追撃や一撃離脱戦法を駆使するなど特性を生かし、黒江保彦大尉や神保進大尉ら陸軍のエース・パイロットがバッファローやハリケーンを撃墜するなど戦果を挙げ、実戦では航続距離を除いて運動性は問題とされなくなった。そして1942年2月に二式戦闘機として制式採用された。
開発が難航したことから、試作機テスト中に性能向上のための改修案が検討された。第一次の性能向上策として、搭載エンジンをハ41からこれの改良型であるハ109（離昇1,500馬力）に換装することが試みられた。この改修により速度性能が向上したため、1942年12月に二式戦闘機二型（キ44-II）として制式採用された。このためそれまでの生産型は二式戦闘機一型（キ44-I）と称される。なお、一型（キ44-I）の生産機数は40機のみで、残り大半機は二型（キ44-II）である。
1943年（昭和18年）には、第二次性能向上型として2,000馬力級エンジンであるハ145を搭載したキ44-IIIの開発がなされるが、この試作機が完成した頃には新型の高性能万能戦闘機であるキ84（のちの四式戦闘機「疾風」）の開発が進んでおり、キ44-IIIは実用化されず、また二式戦の生産自体も1944年末に終了した。総生産機数は各型合計1,225機である。

## 技術的特徴

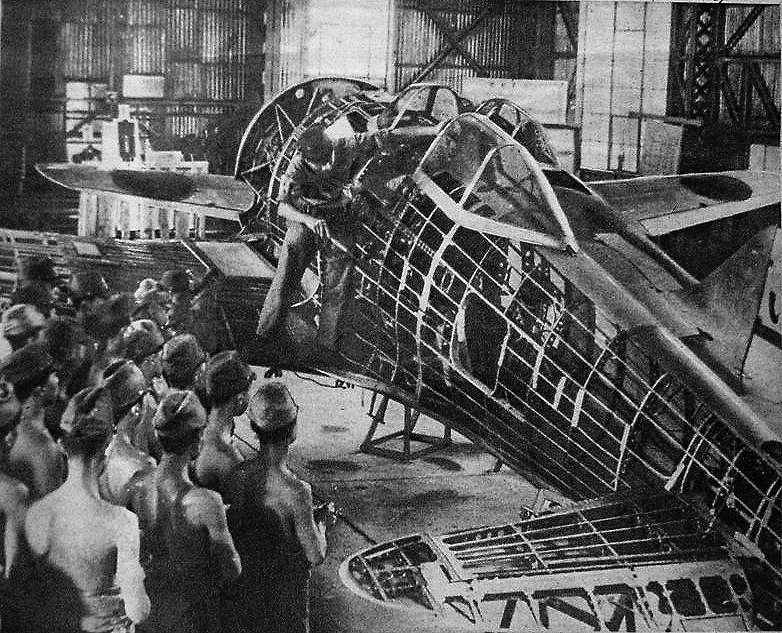
所沢陸軍航空整備学校にて講習に使用されている二式戦二型（キ44-II）

速度・上昇力優先の設計思想に基づき、大径大出力のエンジンに軽い胴体、小さい主翼を備えているが、胴体はエンジン直後から急に細く絞り込んである。この点、同じく大径大出力エンジンを装備しながらさらに太い紡錘形胴体に設計された三菱の雷電とは対照的である。雷電では表面積や重量増、視界悪化がデメリット、プロペラ推力有効面積が増えることがメリットであり、本機ではその逆となる。
設計者の一人糸川技師はブランコに乗る二人の子供を見て、縦と横の運動が互いに連動せずに切り離された操縦系をもつ機体（操縦者が縦の操作や横の操作を行った時、機体は余分な動きをせずその操作のみに反応する）を発想し、この構想から本機は水平尾翼のかなり後方に位置する特徴的な垂直尾翼をもち、機動から射撃の体勢に移ったときの安定性を高めている。このため射撃時の据わりがよく、機関銃砲の命中率が高いと好評であった。この構造は後の四式戦にも受け継がれた。
背の低い垂直尾翼は下膨れ型と言われ、プロペラ後流の悪影響を軽減する手法のひとつである。プロペラ後流は螺旋状に回転しており垂直尾翼を横から叩いて機首を偏向させるが、これは外周側ほど強力であり、垂直尾翼の面積重心をプロペラ軸に寄せる事でその影響を小さくできる。欧米の単発戦闘機の垂直尾翼は背が高いがプロペラ軸を数度下向きにして同様の効果を得ている。また、離陸滑走から浮揚への迎角変化の際、垂直尾翼へのペラ後流の当たり方が急変し、逆の当舵で修正が必要な瞬間があるが、操作が遅れると機首を急激に振られやすい。この現象はヒッカケラレと呼び、これの軽減にも上記対策が有効である。
しかし最大の難点は着陸速度の速さと頭デッカチによる視界の悪さであり、明野陸軍飛行学校の実用試験では「若い者は乗せられない」「暴れ馬」「殺人機」との悪評を下された。
主翼は二本桁のボックス構造で、内側は波板で補強されており「850 km/h以上の急降下でもびくともしない」と評される。当時の陸軍に重戦の明確な思想がなかったため急降下制限速度は一式戦とほとんど変らない余裕を持たせた650 km/hに設定されているが、実際にはBf 109の荷重倍数 10.8Gを上回る 12.6 Gの強度試験をクリアしている。実戦では800 km/hの速度で引き起こしを行っても主翼にシワがよることはなかった。平面形はスパンこそ短いものの、九七戦から採用している翼端失速に強い直線翼を用いており、フラップは中島独自の蝶型フラップ（ファウラーフラップの一種）を装備している。蝶型フラップは高速戦闘機の旋回性能を高める効果が期待されたが、実戦では出し入れがわずらわしく使用されることはなかった（後廃止）。また、日本軍視点では劣るものとされていた旋回性能は実際は連合軍戦闘機よりも優れており、実戦では全く問題にならなかった。
一型（キ44-I）が搭載していたハ41は出力が不足気味で予定性能に達し得なかったため、性能が向上したハ109が二型（キ44-II）に装備され二式戦の主力生産モデルとなった。しかし、ハ109も稼働率の点から整備の難しいエンジンであることには変わりなく、飛行第47戦隊で整備指揮隊長を務めた刈谷正意大尉はハ109について、「こまごまとした点では手の掛かる奴だった」と述懐している。
エンジン直後の胴体のくびれについて設計者の小山悌は「胴体と主翼との悪い空気干渉を避けるため、ここで胴体をいくらか絞って空気が流れやすくする」との考えだったと伝えられる。一方、内藤子生は「中島飛行機ではプロペラ後流が収縮流 になることに早くから着目し、陸軍の九七式戦闘機では、この着想のもとに胴体の平面形をおたまじゃくし形にしぼって効果をあげていた。」と書いている。当然ながらエリアルールを先取りしたものではない。なお、絞り具合は図面（書籍）によってかなり異なる。また、この絞り胴体は近藤技士の反対により疾風には採用されなかった。

## 実戦

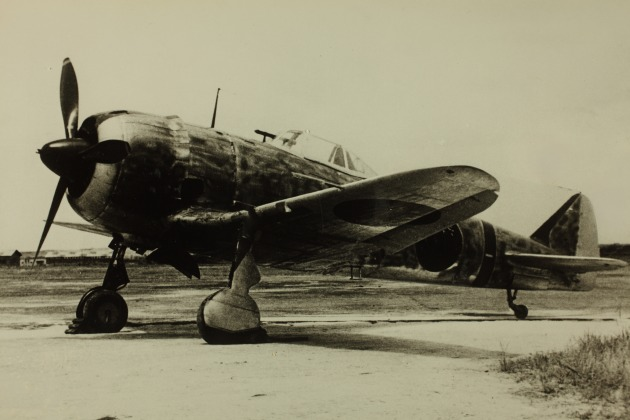
飛行第85戦隊の二式戦二型甲（キ44-II甲）

最初の二式戦の実戦部隊は上述の通り、増加試作機を主に装備した独立飛行47中隊（愛称はかわせみ部隊、新撰組）。太平洋戦争緒戦の南方作戦に従軍し、インドシナ、マレー、ビルマと転戦したが、補助タンクを装備しても航続距離が短く、敵地深くへの侵攻ができなかった。そのため、各方面に投入されて数々の戦果を挙げた飛行第64戦隊・飛行第59戦隊の一式戦（隼）にくらべて戦闘の機会に恵まれず、あまり目立った活躍ができなかった。1942年5月には内地に呼び戻され、のちに飛行戦隊（飛行第47戦隊）に増強改編された。なお、独飛47中隊が内地に呼び戻された理由は九七戦ではドーリットル空襲を阻止できず、本土の防空力強化の為の移動とされている。あくまで二式戦は対戦闘機戦にも対大型機戦にも両用し、侵攻作戦にも積極的に用いる汎用的な戦闘機として開発されているが（この点で海軍の局地戦闘機中の乙戦とは運用思想が明確に異なる）、このことが起因となり日本初の邀撃戦闘機ともなった。
1942年12月には性能向上した二型（キ44-II）が量産に入り、1943年に入ってから少数の部隊が二式戦に機種改変、主に中国戦線に投入され、中でも飛行第85戦隊の若松幸禧大尉は「赤鼻のエース」として名を上げた。

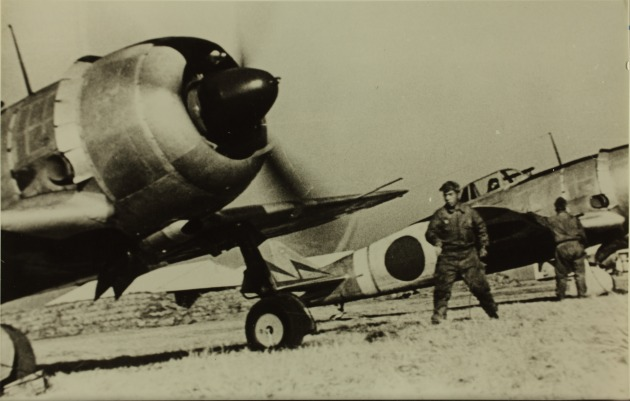
飛行第47戦隊の二式戦二型甲（キ44-II甲）

1944年末より、日本本土にB-29が飛来するようになると、外地にあったいくつかの部隊は本土防空に呼び戻され各地に展開し、飛行第47戦隊（1945年前後には四式戦へ機種改変）や飛行第70戦隊などが戦果を挙げ、第70戦隊は吉田好雄大尉や小川誠准尉ら二式戦乗りのエースを輩出し、本土決戦用の兵力温存の処置がなされるまでは邀撃部隊として活動を行った。イギリスのケネス・マンソンの著作によれば、37 mm砲装備の二型丙（40 mm砲装備の乙型特別装備機との誤認とされる）が高高度で編隊を組んで飛来した爆撃機に対してよく戦ったとの記述も見られるが、日本側の記録では高高度で飛来するB-29に対しては、高空性能が著しく劣って攻撃ができず、防弾鋼板、機関砲まで降ろし200 kgの軽量化を行って、体当たりでB-29撃墜をする震天制空隊が第47戦隊や第70戦隊などで編成されるほどだった。南方の第一野戦補充飛行隊所属の陸軍トップ・エース、上坊良太郎大尉がホ301装備の二型乙（キ44-II乙）でB-29撃墜の戦果を記録したが、高度な技術を持つエースの稀な例でしかなかった。しかし、四式戦が出揃うまでは三式戦闘機「飛燕」とともにB-29には比較的有力な機体であったのは変わりなく、残存機は迎撃戦闘機として本土防空の任務に就き敗戦まで活躍した。
末期の外地における戦闘としては、1945年1月24日・29日にスマトラ島パレンバンに来襲したイギリス海軍第63空母機動部隊艦載機との防空戦がある（メリディアン作戦）。パレンバンには大油田・製油所・飛行場が存在し、かつての蘭印作戦下パレンバン空挺作戦において太平洋戦争の最重要攻略目標として日本陸軍が制圧占領した最重要地であった。同地には二式戦を装備する飛行第87戦隊を主力とし、このほか飛行第26戦隊・第33戦隊（一式戦装備、第33戦隊は装備2機のみ）、第21戦隊（二式複戦装備）が防空飛行部隊として配置されていた。日英双方の記録を照らし合わせた実損害・実戦果として、2日間の空戦で日本陸軍は20機喪失、イギリス海軍は16機喪失（ほか帰途不時着水11機・着艦事故14機は除く）であった。
陸軍上層部はハ109の低稼働率の問題と、四式戦の実用化に目処がついたことを理由として途中で二式戦の生産を打ち切っており、このため改善も停まっている。そのため、大戦末期になっても旧式の眼鏡式照準器を装備した機体があったり、当時の国産戦闘機では当たり前になっていた推力式単排気管への改修も行なわなかった（この簡単な改造を施すだけで速度は10〜20 km/h向上したとみられ、第47戦隊長機および第2航空軍で試験的に現地改造を行った例がある）。
一部の古参操縦者には海軍の雷電と同様に扱いが難しい機体であると敬遠され、当初、飛行時間800時間に満たない操縦者による操縦は危険であるとされたが、若年操縦者を乗せても何ら問題はなかった。また、従来1,000時間以上の者でないと乗りこなせないとされたが、200時間程度の者でも戦果をあげるなどしている。四式戦が登場するまで、優秀な上昇力や急降下性能、最高速度、武装、防弾装備、頑丈な機体に魅力を感じた操縦者も多かった。
二式戦は現在、一機も現存していない。

## アメリカ軍による評価

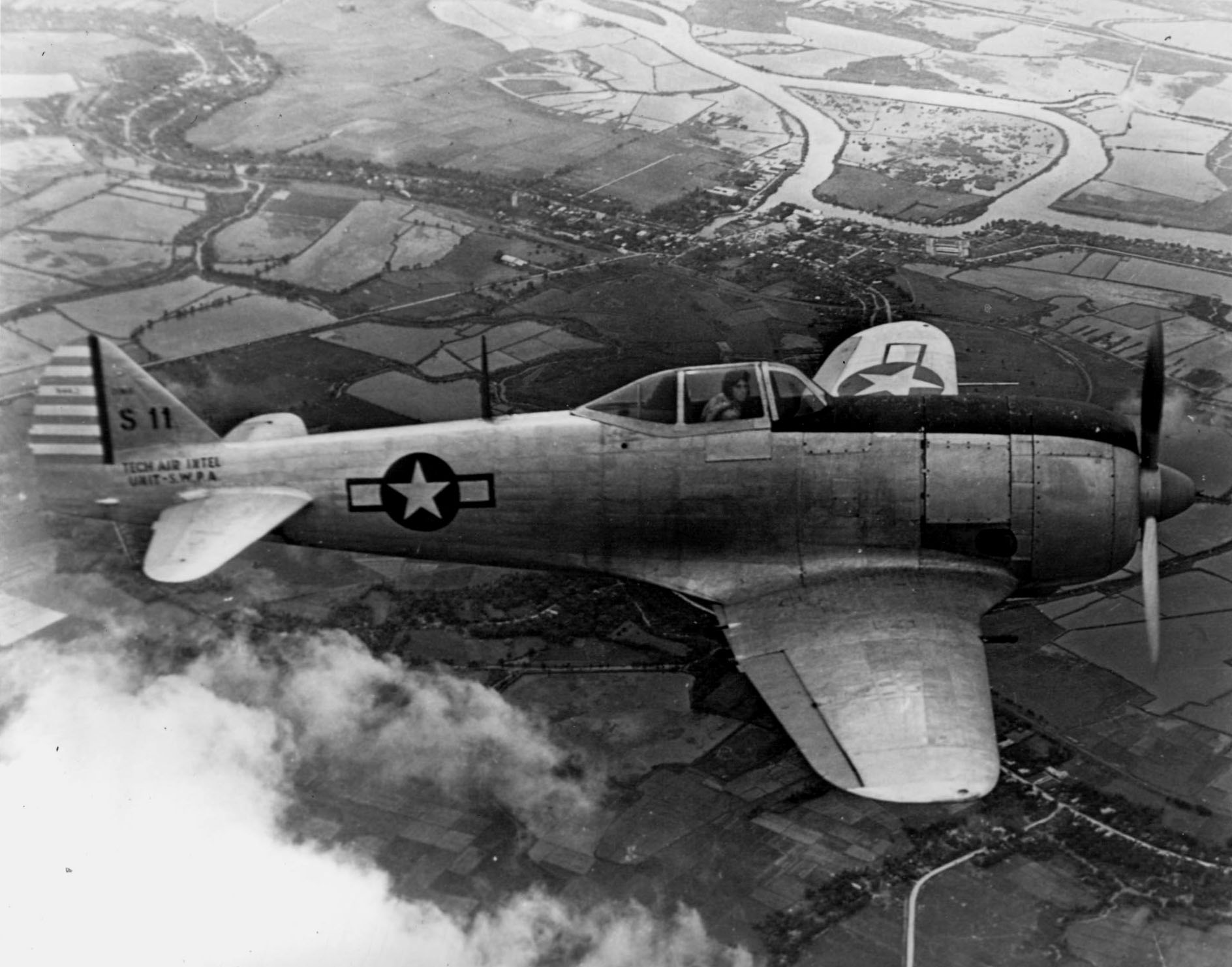
アメリカ軍に鹵獲され同国軍の国籍標識を描きテスト飛行中の二式戦二型（キ44-II）

TAIC（米海軍航空情報部）では、鹵獲した二式戦二型（キ44-II）の1機を使用し実際に飛行テストと性能調査を行っている。報告書によれば「急降下性能と上昇力が傑出(Excellent)しインターセプターとしてもっとも適切 (suitable) な機体」と論じている。同機関では他にも、三式戦・四式戦・雷電二一型・紫電一一型などの鹵獲機を調査しているが、二式戦はこれらの中で迎撃戦闘機（インターセプター）として最高の評価を得ている。

## 諸元

二型丙三面図

| 制式名称       | 二式戦闘機一型甲                                                           | 二式戦闘機一型乙・丙                                                   | 二式戦闘機二型甲                                                           | 二式戦闘機二型乙                                                           | 二式戦闘機二型丙                                                        |
| 試作名称       | キ44-I甲                                                                   | キ44-I乙・丙                                                           | キ44-II甲                                                                  | キ44-II乙                                                                  | キ44-II丙                                                               |
| -------------- | -------------------------------------------------------------------------- | ---------------------------------------------------------------------- | -------------------------------------------------------------------------- | -------------------------------------------------------------------------- | ----------------------------------------------------------------------- |
| 全幅           | 9.45 m                                                                     | 9.45 m                                                                 | 9.45 m                                                                     | 9.45 m                                                                     | 9.45 m                                                                  |
| 全長           | 8.9 m                                                                      | 8.9 m                                                                  | 8.9 m                                                                      | 8.84 m                                                                     | 8.85 m                                                                  |
| 全高           | 3.24 m                                                                     | 3.24 m                                                                 | 3.24 m                                                                     | 3.24 m                                                                     | 3.25 m                                                                  |
| 翼面積         | 15 m2                                                                      | 15 m2                                                                  | 15 m2                                                                      | 15 m2                                                                      | 15 m2                                                                   |
| 翼面荷重       | 184.67 kg/m2                                                               | 184.67 kg/m2                                                           | 184.67 kg/m2                                                               | 184.67 kg/m2                                                               | 184.67 kg/m2                                                            |
| 自重           | 2,095 kg                                                                   | 2,095 kg                                                               | 2,095 kg                                                                   | 2,106 kg                                                                   | 2,109 kg                                                                |
| 正規全備重量   | 2,769 kg                                                                   | 2,769 kg                                                               | 2,769 kg                                                                   | 2,764 kg                                                                   | 2,764 kg                                                                |
| 発動機         | ハ41（離昇 1,250馬力）1基                                                  | ハ41（離昇 1,250馬力）1基                                              | ハ109（離昇 1,450馬力）1基                                                 | ハ109（離昇 1,450馬力）1基                                                 | ハ109（離昇 1,450馬力）1基                                              |
| 最高速度       | 605 km/h （高度 5,200 m）                                                  | 605 km/h （高度 5,200 m）                                              | 605 km/h （高度 5,200 m）                                                  | 615 km/h （高度 5,200 m）                                                  | 605 km/h （高度 5,200 m）                                               |
| 上昇力         | 5,000 m まで 4分15秒                                                       | 5,000 m まで 4分15秒                                                   | 5,000 m まで 4分15秒                                                       | 5,000 m まで 4分26秒                                                       | 5,000 m まで 4分26秒                                                    |
| 燃料タンク容量 | 胴体255L＋主翼右側125L＋主翼左側105L＋増槽130L×2（合計：最大745L）         | 胴体255L＋主翼右側125L＋主翼左側105L＋増槽130L×2（合計：最大745L）     | 胴体255L＋主翼右側125L＋主翼左側105L＋増槽130L×2（合計：最大745L）         | 胴体255L＋主翼右側125L＋主翼左側105L＋増槽130L×2（合計：最大745L）         | 胴体255L＋主翼右側125L＋主翼左側105L＋増槽130L×2（合計：最大745L）      |
| 航続距離       | 1,296 km（落下式増槽装備時）                                               | 1,296 km（落下式増槽装備時）                                           | 1,296 km（落下式増槽装備時）                                               | 1,600 km（落下式増槽装備時）                                               | 1,600 km（落下式増槽装備時）                                            |
| 武装           | - 機首上面 7.7 mm 機銃 × 2（各 250発） - 翼内 12.7 mm 機銃 × 2（各 250発） | - 機首 12.7 mm 機銃 × 2（各 250発) - 翼内 12.7 mm 機銃 × 2（各 250発） | - 機首上面 7.7 mm 機銃 × 2（各 250発） - 翼内 12.7 mm 機銃 × 2（各 250発） | - 機首 12.7 mm 機銃 × 2（各 250発） - 翼内 40 mm 自動噴進弾機関砲 搭載可能 | - 機首 12.7 mm 機銃 × 2（各 250発） - 翼内 12.7 mm 機銃 × 2（各 250発） |
| 爆装           | 30 kg〜100 kg爆弾 2発 または 250 kg爆弾 1発                                | 30 kg〜100 kg爆弾 2発 または 250 kg爆弾 1発                            | 30 kg〜100 kg爆弾 2発 または 250 kg爆弾 1発                                | 30 kg〜100 kg爆弾 2発 または 250 kg爆弾 1発                                | 30 kg〜100 kg爆弾 2発 または 250 kg爆弾 1発                             |
| 生産機数       | （不明）                                                                   | （不明）                                                               | 353機 （製造番号 1001–1353）                                               | 394機 （製造番号 1356–1749）                                               | 426機 （製造番号 1750以降）                                             |

## 各種形式

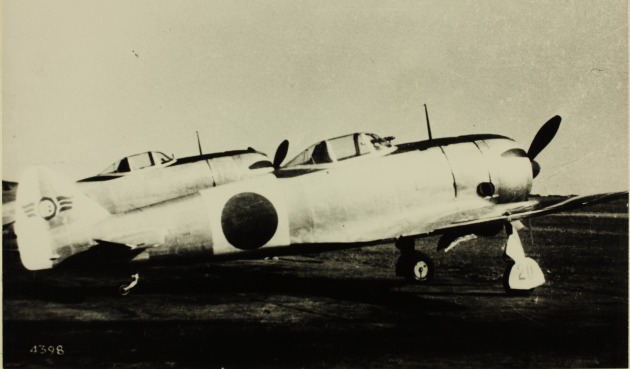
常陸教導飛行師団所属の二式戦二型甲（キ44-II甲）

一型甲（キ44-I甲）
ハ41 (1,250 hp) 搭載。12.7 mm 機関砲 2門、7.7 mm 機関銃 2挺 装備。
一型乙（キ44-I乙）
12.7 mm 機関砲 4門 装備。
一型丙（キ44-I丙）
車輪カバーの形状を変更。カバーの下側を︵から︶の形へ。
二型甲（キ44-II甲）
ハ109 (1,450 hp) 搭載。翼内に12.7 mm 機関銃2門、機首部分に7.7 mm 機関銃 2挺 装備。
二型乙（キ44-II乙）
12.7 mm 機関砲 2門、一部の機はホ301 40 mm 機関砲を翼内に 2門 特別装備可能。
二型丙（キ44-II丙）

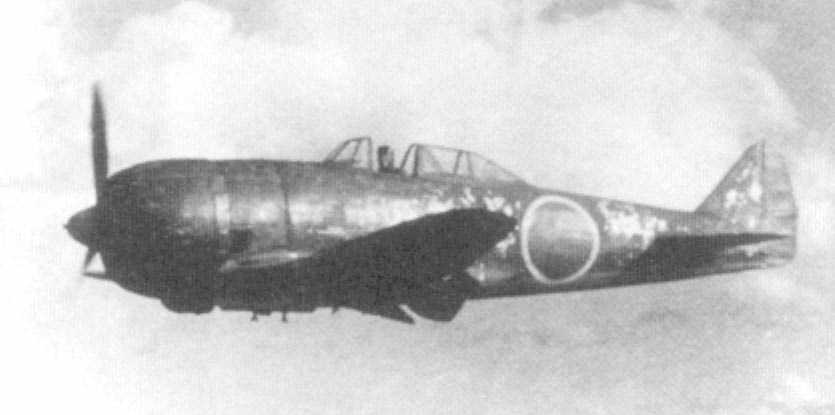
二式戦二型丙（キ44-II丙）

12.7 mm 機関銃 4門。光像式照準器（一〇〇式射撃照準器/ひとまるまるしきしゃげきしょうじゅんき）採用。
三型甲（キ44-III甲）
ハ145 (2,000 hp) 搭載。 単排気管、四式戦闘機と同じ主翼（ただこれは試作一号機と同じく19 m2）プロペラを採用している。武装も 20 mm 機関砲×4門に強化。試験飛行を担当した吉沢鶴寿によれば「だいぶ良くなりました。」とのこと。しかし、すでに四式戦闘機の採用が決まっていたためこちらは採用はされなかった。1943年（昭和18年）6月に1号機が完成、12月実用審査完了、全備重量 2,886 kgというデータあり。製造されたのは1機のみとのこと。
三型乙（キ44-III乙）
三型甲の武装をさらに 37 mm 機関砲×2、20 mm 機関砲に強化したバージョン。甲型から改造されてテストされたと考えられている。
キ63
1940年（昭和15年）に構想された重戦闘機。当初は新規設計機として計画されていたが開発が進まず、1941年秋頃にキ44-IIIが実質的にキ63であると解釈する形で計画が立ち消えになった。エンジンはハ45搭載が検討されていたが、確定には至らず終わっている。

## 現存する機体
完全な状態の機体は無いが、中国に機体中翼部が零戦の機体と称して展示されており、国内にはエンジン周辺が現存する。
| 型名           | 機体写真 | 所在地                     | 保存施設 / 管理者              | 公開状況     | 状態                   | 機体番号 | 備考                                       |
| -------------- | -------- | -------------------------- | ------------------------------ | ------------ | ---------------------- | -------- | ------------------------------------------ |
| 二式戦闘機     | 画像     | 中国 陝西省西安市          | 西北工業大学西安航空館         | 公開         | 胴体下面中翼部のみ現存 | 不明     | 零戦の胴体下面中翼部と説明板に書いてある。 |
| 二式戦闘機二型 | 画像     | 日本 埼玉県狭山市稲荷山2-3 | 航空自衛隊入間基地修武台記念館 | 不定期に公開 | ハ5エンジン周辺のみ    | 不明     |                                            |

## 登場作品

### ゲーム
『War Thunder』
プレイヤーの操縦機体として一型、二型丙、二型乙（二型乙は課金機体）が登場する。
『大旋風』
プレイヤー機体として本機と極めてよく似た機体が登場（ゲーム設定はフィクションである）。タイトル画面に描かれる機体は二型甲の記録写真が元と思われる。
『荒野のコトブキ飛行隊 大空のテイクオフガールズ！』
各キャラクターの搭乗可能機体として登場。怪盗団アカツキのロイグとモアの本来の搭乗機であり、専用塗装も用意されている。

### 漫画・アニメ
『戦場まんがシリーズ』
シリーズの一編「成層圏戦闘機」にて、B-29迎撃部隊「新撰組」の装備機として本機が登場する。
『戦翼のシグルドリーヴァ』
二型乙が六車宮古の乗機として登場。オリジナルの状態からは照準器や機首機銃が交換されており、翼下左右に“勇者砲”と呼称される計2門の長砲身の無反動砲が装備されている、という設定である。
『四次元世界シリーズ』
シリーズの一編「緑の環」にて、主人公の乗る機体としてホ401装備機が登場。夜間戦闘で東京上空のB-29やP-61を40ミリ砲で撃墜するが本機も墜ちる。タイトルの「緑の環」とは照準器のレティクルのこと。
『荒野のコトブキ飛行隊』
第2話に登場する。

### 戦時歌謡
『鐘馗呑龍新司偵』
1944年4月に発表されたキングレコードの戦時歌謡（軍歌）（時雨音羽作詞・細川潤一作曲・鬼俊英歌唱）。一〇〇式重爆撃機 呑龍・一〇〇式司令部偵察機 新司偵とともに二式戦を謳う。